# Джамбі (провінція)
Джамбі (індонез. Jambi) — провінція Індонезії, що розташована в південно-східній частині Суматри. Межує з провінціями Бенгкулу на південному-заході, Південна Суматра на півдні, Західна Суматра на північному заході та Ріау на півночі. Площа провінції 50 058 км², населення 3 092 265 осіб (2010).

## Історія
У VII ст. на території провінції Джамбі існувала держава Малаю, яку згодом поглинула сусідня буддійська імперія Шривіджая з центром у Палембанзі. Джамбі, поряд із Палембангом, був одним із головних центрів імперії. В Муаро-Джамбі (індонез. Candi Muaro Jambi), за 26 км від сучасного міста Джамбі, збереглися залишки величезного храмового комплексу тих часів. Після падіння Шривіджаї в XI ст. територія провінції увійшла до складу імперії Маджапагіт з східної Яви, яка проіснувала до початку XVI ст.
Поширення ісламу на Індонезійському архіпелазі супроводжувалось утворенням у регіоні численних ісламських держав, серед яких і султанат Джамбі. На початку XVII ст. правитель Джамбі брав участь в альянсі проти Ачеху, а пізніше відмовився прийняти сюзеренітет держави Матарам з Яви та співпрацював з голландцями проти Матараму. Султан Мохаммад Фахруддін, який правив Джамбі в 1833—1841 рр., напав на Палембанг і був розбитий голландцями, після чого змушений був прийняти їхній сюзеренітет.
Японці окупували Суматру під час Другої світової війни (1942—1945), а 1950 року провінція приєдналася до новоствореної Республіки Індонезія як складова провінції Центральна Суматра. 1957 року Центральна Суматра була поділена на провінції Західна Суматра, Ріау та Джамбі.

## Географія
Майже третину території провінції, розташовану на заході, займають гори Барісан (індонез. Bukit Barisan). Найвищі вершини — Марусай (2 933 м) та Сумбінг (2 508 м). На кордоні з провінцією Західна Суматра знаходиться вулкан Керінчі — найвища вершина Суматри (3 805 м). Гори вкриті вічнозеленими лісами.
Головна водна магістраль — річка Батанґгарі, придатна для плавання великотоннажних суден до міста Джамбі (80 км від моря). Значна частина східного узбережжя вкрита мангровими лісами.

## Адміністративний поділ

Мапа провінції Джамбі

До складу провінції входять 9 округів та 2 муніципалітети (міста):
| Назва                                                     | Площа, км² | Населення, осіб (2010, перепис) | Адміністративний центр                |
| --------------------------------------------------------- | ---------- | ------------------------------- | ------------------------------------- |
| Керінчі (індонез. Kerinci)                                | 3 355,27   | 229 495                         | Сіулак (індонез. Siulak)              |
| Мерангін (індонез. Merangin)                              | 7 679,00   | 333 206                         | Банко (індонез. Bangko)               |
| Саролангун (індонез. Sarolangun)                          | 6 184,00   | 246 245                         | Саролангун (індонез. Sarolangun)      |
| Батанґгарі (індонез. Batang Hari)                         | 5 804,00   | 241 334                         | Муарабуліан (індонез. Muara Bulian)   |
| Муаро-Джамбі (індонез. Muaro Jambi)                       | 5 326,00   | 342 952                         | Сенгеті (індонез. Sengeti)            |
| Східний Танджунг-Джабунг (індонез. Tanjung Jabung Timur)  | 5 445,00   | 205 272                         | Муарасабак (індонез. Muara Sabak)     |
| Західний Танджунг-Джабунг (індонез. Tanjung Jabung Barat) | 4 649,85   | 278 741                         | Куалатунгкал (індонез. Kuala Tungkal) |
| Тебо (індонез. Tebo)                                      | 6 461,00   | 297 735                         | Муаратебо (індонез. Muara Tebo)       |
| Бунго (індонез. Bungo)                                    | 4 659,00   | 303 135                         | Муарабунго (індонез. Muara Bungo)     |
| місто Джамбі (індонез. Kota Jambi)                        | 103,54     | 531 857                         |                                       |
| місто Сунгайпенух (індонез. Kota Sungai Penuh)            | 391,50     | 82 293                          |                                       |
| Провінція Джамбі                                          | 50 058,16  | 3 092 265                       | Джамбі (індонез. Kota Jambi)          |

## Економіка
Сільське господарство, основа економіки, вирощують рис, кукурудзу, каучукові дерева, тютюн, олійну пальму, кокосову пальму. Промисловість виготовляє лісоматеріали, тютюн, напої, гумові вироби, циновки, кошики, тканини і мелений рис.
Місто Джамбі, столиця провінції, лежить на обох берегах річки Батанґгарі. Воно є центром виробництва гуми.Місто було засноване близько 1100 р.
Основні автомобільні шляхи йдуть на південь до Палембангу, на північ до Пеканбару в провінції Ріау та на західне узбережжя Сумарти. Через місто Джамбі здійснюється внутрішнє повітряне сполучення, але в провінції немає залізниць. 

## Населення
Етнічний склад населення провінції Джамбі, за даними перепису населення 2000 року, був таким:
| Народи      | Чисельність | Доля в населенні |
| ----------- | ----------- | ---------------- |
| Малайці     | 910 832     | 37,87 %          |
| Яванці      | 664 931     | 27,64 %          |
| Керінчі     | 254 125     | 10,56 %          |
| Мінангкабау | 131 609     | 5,47 %           |
| Банджари    | 83 458      | 3,47 %           |
| Сунданці    | 62 956      | 2,62 %           |
| Буги        | 62 185      | 2,59 %           |
| Інші        | 235 282     | 9,78 %           |
| Всього      | 2 405 378   | 100,00 %         |

Найбільшою етнічною групою Джамбі є малайці, представлені тут переважно своєю місцевою локальною групою джамбі-малайці. Вони розселені в центральних та східних районах провінції. Керінчі, за походженням і культурою близькі до мінангкабау, розселені на заході, в однойменному окрузі. До числа корінного населення належать також племена кубу (анак-далами), що живуть у віддалених лісових районах.
Крім того, в провінції проживають значні групи мігрантів: яванці, мінангкабау, банджари, сунданці, буги, китайці (37 246 осіб у 2010 році) та ін.
За даними перепису населення 2010 року, в провінції Джамбі проживало 2 950 195 мусульманин (95,4 % населення), 95 561 християнин (3,1 % населення), 30 014 буддистів (1,0 % населення).